# Konstancie z Arles
Konstancie z Arles (francouzsky Constance d'Arles či také Constance de Provence, 986 ?, Arles – 22./25. července 1031–1034, Melun) byla francouzská královna a dcera provensálského hraběte Viléma I. a Adléty z Anjou.

## Třetí žena zbožného krále
Konstancie byla provdána za francouzského krále Roberta v rozmezí září 1001 a 25. srpna 1003. Král byl v minulosti již dvakrát ženatý, obě ženy zapudil. Mladá královna králi porodila vytoužené potomky, ale musela se vyrovnávat s tím, že manžel ve skutečnosti styky s druhou manželkou Bertou nikdy nepřerušil. Rivalita mezi oběma ženami zasahovala i na královský dvůr. Obětí se stal Hugo z Beauvais, kterého nechala Konstancie s pomocí svého bratrance Fulka Nerry před očima krále zavraždit.
Ještě roku 1008 či 1010 byla Berta Burgundská v Robertově doprovodu při cestě do Říma.
| „                | ...královna zapuzená kvůli krvesmilstvu, jež, podporována v tom některými královými dvořany, chovala naději, že z papežova příkazu získá opět zpátky království... | “ |
| — Oderan ze Sens | |   |

Král chtěl žádat o papežský dispens, aby se mohl k Bertě vrátit. Mise byla neúspěšná a král se vrátil k vroucně se modlící Konstancii.
| „                | ...a od té doby si Robert své manželky hleděl jako nikdy předtím a vložil jí do rukou všechna královská práva. | “ |
| — Oderan ze Sens | |   |

Konstancie dala králi čtyři syny a Robert věren politice svého otce nechal nejstaršího Huga roku 1017 korunovat spolukrálem. Po Hugově nečekané smrti roku 1025 nastoupil na jeho místo mladší syn Jindřich, původně určený pro burgundské vévodství. Roku 1027 byl korunován spolukrálem a korunovace pošramotila již tak napjaté vztahy mezi jeho rodiči. Konstancie preferovala volbu mladšího Roberta, ale králův nápad byl podpořen Odonem z Blois a Vilémem Akvitánským.
Soudobý kronikář popisuje královnu jako svárlivou, slávychtivou a zlatem posedlou ženu. Konstancie byla strůjcem vzpoury svých synů, kteří začali drancovat a ničit otcova města. Robert napadl Burgundsko a Jindřich zase dobyl Dreux. Nakonec byl král nucen uznat jejich požadavky a uzavřeli mír, který trval až do jeho smrti.
Robert II. zemřel roku 1031. Konstancie jej přežila a je pohřbena po manželově boku v Saint-Denis.